# Poiana Copăceni, Prahova
Poiana Copăceni (în trecut, Poiana Copaciului) este un sat în comuna Gura Vitioarei din județul Prahova, Muntenia, România. Se află între dealurile care înconjoară depresiunea Vălenii de Munte în partea de est, dincolo de dealurile Priporului care geologic corespund Pintenului de Văleni, la o distanță de 5 km față de Vălenii de Munte.

## Istorie
Așezarea este atestată documentar în 1783.
La sfârșitul secolului al XIX-lea, satul Poiana-Copăceni se numea Poiana-Copaciului și făcea parte din comuna Opăriți; satul avea 307 locuitori și se formase la 1783. Comuna a fost desființată în secolul următor, satul fiind arondat comunei Gura Vitioarei.
Numele satului Poiana-Copaciului
La o portiune din acest sat, ocupata acum de case si gradini, locuitorii satului ii zic si azi "In Poiana". In vremile vechi, in aceasta parte a satului, se afla o poiana foarte frumoasa, in mijlocul careia strajuia un copac urias; iar in jurul acestei poeni, pe dealuri, paduri seculare. Aci pe poiana, la umbra copacului, era loc de poposire pentru drumeti. turcii cari umblau prin sate dupa negot, pe aceasta poiana faceau exercitii cu armele, luand ca tinta de ochire porcii ce umblau pe poiana si pe cari ii impuscau pana la unul, fara nici o raspundere. de la poiana acestui copac, i s-a  dat numele satului de "Poiana Copaciului"; iar mai in urma, i s-a prescurtat numele de Copaceni.

## Geografie

### Limite
În partea de nord și nord vest se învecinează cu Orașul Vălenii de Munte, în partea de est  Vitioara de Sus, la sud Nucet ,sud și sud-vest Gura Vitioarei.

### Clima
Satul Poiana Copăceni este caracterizat printr-un climat temperat - continental, cu ierni blânde și veri răcoroase. Climatul este determinat de altitudinea reliefului major din zonă, fiind specific depresiunilor subcarpatice, cu o nuanță aparte pentru Valea Teleajenului. Verile sunt moderate, de tranziție de la munte la câmpie, iar iernile sunt subtile. Temperaturile medii anuale au valori între 9ºC și 10ºC, cu variații însemnate de la un an la altul. În lunile de iarna temperatura medie este cuprinsă între -1,7ºC și 0,3ºC.
Precipitațiile sunt cu aproximație 700mm anual.
Vegetația specifica zonei, face ca aici sa fie o oază răcoroasă și mai puțin umedă. Vegetația este specifică pădurilor de foioase: fag, gorun, stejar, carpen. Cele mai frecvente specii faunistice ale acestei zone sunt: căpriorii, mistreții, gușteri, iar ca păsări: vrăbiile, ciocănitoarele, coțofanele.

### Rețeaua hidrografică
Rețeaua hidrografică corespunde bazinului hidrografic Ialomița. Prin Poiana Copăceni trec două pârâuri: Tarsica și Vitioara, unindu-se în centrul localității și formând un singur pârâu, Vitioara care se varsă în râul Teleajen în localitatea Gura Vitioarei, de unde provine și denumirea acesteia.

### Solurile
Subcarpații au luat naștere din tectonizarea sedimentelor din zona terminată în faza a doua a orogenezei valahe. Așa se explică existența zăcămintelor de petrol și gaze naturale.
Solurile aflate în aceasta zonă sunt podzolice și brune podzolite. Solul brun-galbui de pădure reprezintă 40%.
Bogațiile solului din aceasta zonă constau în petrol scos la suprafață de sonde amplasate în localitate.
De asemenea, o resursă naturală mult folosită, în trecut ca și în prezent, este pădurea care a oferit omului lemnul necesar construcțiilor de locuințe.

## Populatia
În 2002, populația în Poiana Copăceni era de 1057 locuitori, din punct de vedere confesional este alcătuită din 1027 ortoducși și 30 penticostali.

## Economie
Petrom S.A. este singura unitate economică cu punct de lucru pe raza localității.

## Învățământ
În Poiana Copăceni sunt două unități de învățământ:
- Școala cu clasele I-VIII Poiana Copăceni
- Gradinița Poiana Copăceni

## Sănătate
Localitatea Poiana Copăceni beneficiază de un punct al Cabinetului Medical Individual din comună.Ion Raluca (discuție) 27 septembrie 2018 14:09 (EEST)